# آلسیو جلسینی تورسی
آلسیو جلسینی تورسی (انگلیسی: Alessio Gelsini Torresi؛ زادهٔ ۱۷ فوریهٔ ۱۹۵۱) فیلم‌بردار اهل ایتالیا است که بابت کارهایش برندۀ جوایز متعددی شده است.

## گزیدهٔ فیلم‌شناسی
- لباس جدید پادشاه (۲۰۰۱)
- اجساد ممتاز (۱۹۹۹)
- اتاق‌خواب‌ها (۱۹۹۷)
- اولترا (۱۹۹۱)
- ایستگاه (۱۹۹۰)
- سوءتفاهم‌های جزئی (۱۹۸۹)
- اسنک بار بوداپست (۱۹۸۸)
- دکامرون (۱۹۷۱)